# Oleksandr Moros (Schachspieler)
Oleksandr Stefanowytsch Moros (beim Weltschachbund FIDE Alexander Moroz; * 18. Januar 1961 in Dnipropetrowsk; † 17. Januar 2009 in Minsk) war ein ukrainischer Schachspieler, -funktionär, -schiedsrichter und -trainer.
Er war Vizepräsident des ukrainischen Schachbundes (FSHU), Präsident des Schachverbandes der Oblast Dnipropetrowsk und Vorsitzender des Jugendausschusses des ukrainischen Schachbundes sowie Internationaler Schiedsrichter der FIDE. Oleksandr Moros lebte sein ganzes Leben lang in Dnipropetrowsk. Wegen einer schweren Erkrankung ließ er sich in einem Krankenhaus im belarussischen Minsk behandeln, wo er 47-jährig starb.
1992 gewann er das Open in Częstochowa. Beim Trimex Open 1995 in Pardubice belegte er hinter Sergej Movsesjan den zweiten Platz. Bei der Einzelmeisterschaft der Ukraine erreichte er 1996 in Jalta den sechsten Platz. Beim Momotow Memorial 1997 in Jenakijewe, einem Turnier mit neun Großmeistern bei 14 Teilnehmern, wurde er geteilter Erster. Das internationale Schachturnier von Marhanez gewann er 1999. Schach mit Vereinsmannschaften spielte er nicht nur in der Ukraine, sondern auch Anfang der 1990er-Jahre in Polen, dort für Chemik Bydgoszcz.
Oleksandr Moros trug seit 1999 den Großmeister-Titel. Seine höchste Elo-Zahl war 2530 im Oktober 2000.